# Ancião (cristianismo)
Um ancião é, no Novo Testamento e nas igrejas cristãs, um líder de uma  igreja local. 

## Origem
No Novo Testamento, o termo se refere a um líder de uma igreja cristã local.É uma tradução do termo grego "presbuteros". No judaísmo, as sinagogas eram administradas por um conselho de anciãos. 
No cristianismo primitivo havia a figura do presbítero, que era originalmente um dirigente de uma congregação local, e o termo episcopos  era usado intercambiamente até os meados do século II, quando surgiu a distinção entre bispo  e presbítero nas igrejas de então. Hoje o título é ainda utilizado por várias denominações cristãs.

## Catolicismo
No catolicismo, há uma distribuição hierárquica de funções entre presbítero (ou sacerdote, outra tradução de presbuteros), bispo e diácono.

## Cristianismo evangélico
No Cristianismo evangélico, o ministério do ancião está presente em algumas igrejas com funções semelhantes às do  pastor. 
Em várias comunidades, a igreja é administrada por um conselho de anciãos, com forte ênfase na colegialidade.  Quando há pastor, ele é apenas um dos membros do conselho, sem autoridade superior.